# Václav Ajšman
Václav Ajšman (20. září 1896 – 30. června 1942 Praha, Kobyliská střelnice) byl za protektorátu inspektorem policejní stráže (strážmistrem) z pražských Petřin s hodností policejního praporčíka. Po 15. březnu 1939 se zapojil do domácího protiněmeckého odboje v řadách členů ilegální vojenské organizace Obrany národa. V rámci spolupráce se členy zpravodajsko-sabotážní skupiny Tří králů poskytoval zřejmě poslední ilegální byt k přespání pro štábního kapitána Václava Morávka v době těsně před jeho přestřelkou na pražském Prašném mostě a jeho smrtí 21. března 1942.

## Život
Václav Ajšman byl za protektorátu ženatý a bydlel v pražském Břevnově v čísle popisném 1450.
Štábnímu kapitánu Václavu Morávkovi poskytl policejní strážník František Kosík v letech 1941 až 1942 ve svém vokovickém bytě několikrát ilegální úkryt (a přespání). Po přestřelce na pražském Prašném mostě 21. března 1942 a smrti Václava Morávka získalo pražské gestapo z inkriminovaného místa dva klíče: od ilegálního bytu ve Vokovicích a také klíč od bytu Václava Ajšmana z Petřin, u něhož Morávek zřejmě před schůzkou na Prašném mostě pobýval.
Gestapo následně zahájilo rozsáhlé pátrání po celé Praze, přičemž se kontrolovala čísla klíčů v domácnostech. Včas vyměnit klíče od vokovického bytu a od bytu Václava Ajšmana na Petřinách nebyl pro vyučeného strojního zámečníka Františka Kosíka žádný problém. Nové zámky Kosík nakoupil v železářství u Rotta a v obou bytech je vyměnil. Z vokovického bytu také odstranil veškeré možné kompromitující materiály. Při koupi zámků nebo během jejich výměny jej nejspíše někdo viděl a nahlásil to. Gestapo tak na základě udání ještě v březnu 1942 zatklo Václava Ajšmana a o něco později (kolem Velikonoc, které v roce 1942 připadly na 6. dubna) byl doma zatčen gestapem i František Kosík.
Václav Ajšman byl popraven zastřelením za druhé heydrichiády dne 30. června 1942 na Kobyliské střelnici v Praze.
Dne 30. června 1942 v podvečer bylo na Kobyliské střelnici popraveno zastřelením celkem 72 osob. Kromě policejního strážníka Františka Kosíka a policejního praporčíka Václava Ajšmana to byla například novinářka, politička a organizátorka ženského hnutí Františka Plamínková; muzikolog a hudební historik Otakar Kamper; vysoký důstojník Obrany národa plukovník generálního štábu Josef Churavý; jeden ze tří králů podplukovník Josef Mašín. Dále byli zbaveni života i někteří významní spolupracovníci Tří králů, například: Václav Řehák; Josef Líkař; Jiří Zeman; vrchní poštovní tajemník Josef Franc (* 1900); radiotechnik Bedřich Slavík (* 1913); cukrář Josef Černý (* 1890) a zámečník Miroslav Vojtěchovský (* 1906), z jehož statku vysílala ilegální radiostanice Sparta I a scházeli se tam odbojáři s výsadkáři Janem Kubišem, Jozefem Gabčíkem a dalšími.

## Připomínky
- Jeho jméno (AJŠMAN Václav; praporčík; narozen 1986, popraven v Praze dne 30.6.1942) je uvedeno oficiálním seznamu osob souvisejících s Památníkem příslušníků policie a četnictva,[12] který se nachází v Praze na Žižkově na Vojenském pohřebišti na Olšanských hřbitovech.[13] Jedná se o pomník věnovaný obětem okupace 1938–1945 z řad policie a četnictva.[14] Byl zbudován policií České republiky u příležitosti 70. výročí konce druhé světové války.[15]
- Jeho jméno (Václav Ajšman – Inspektor policejní stráže z Petřin, * 29.8.1896 v Nových Mitrovicích u Plzně, zastřelen v Kobylisích 30.6.1942) je uvedeno na pamětním místě věnovaným obětem II. světové války, které se nachází na Praze 6, v Libocké ulici, v kostele svatého Fabiána a Šebestiána.[2]
- Jeho jméno (Václav Ajšman 45) je uvedeno na první z pěti bronzových pamětních desek se jmény osob popravených dne 30. června 1942, které jsou umístěny v pietním areálu – památníku protifašistického odboje Praha-Kobylisy (v místech bývalé Kobyliské střelnice).[16]

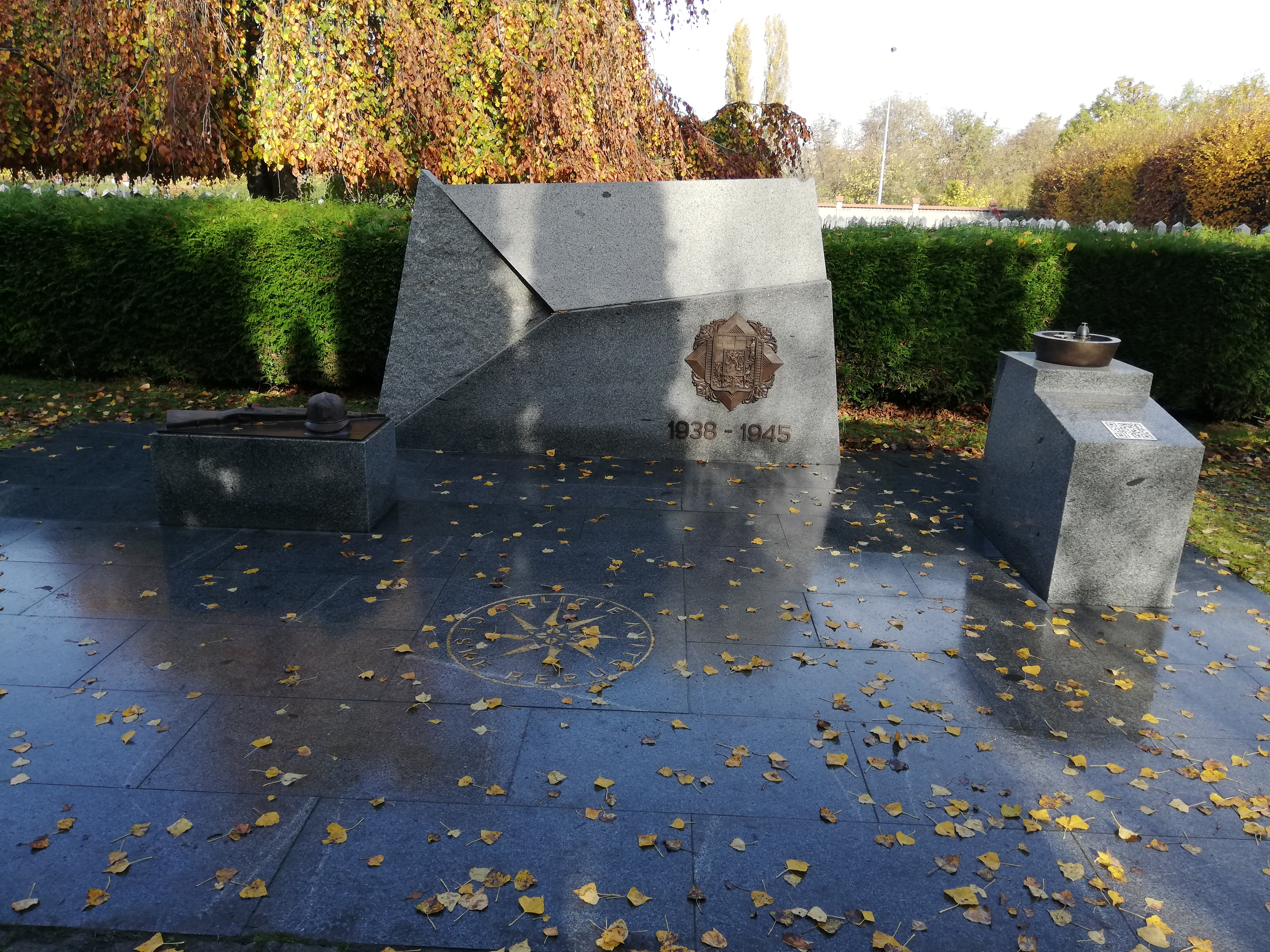
Památník příslušníkům policie a četnictva
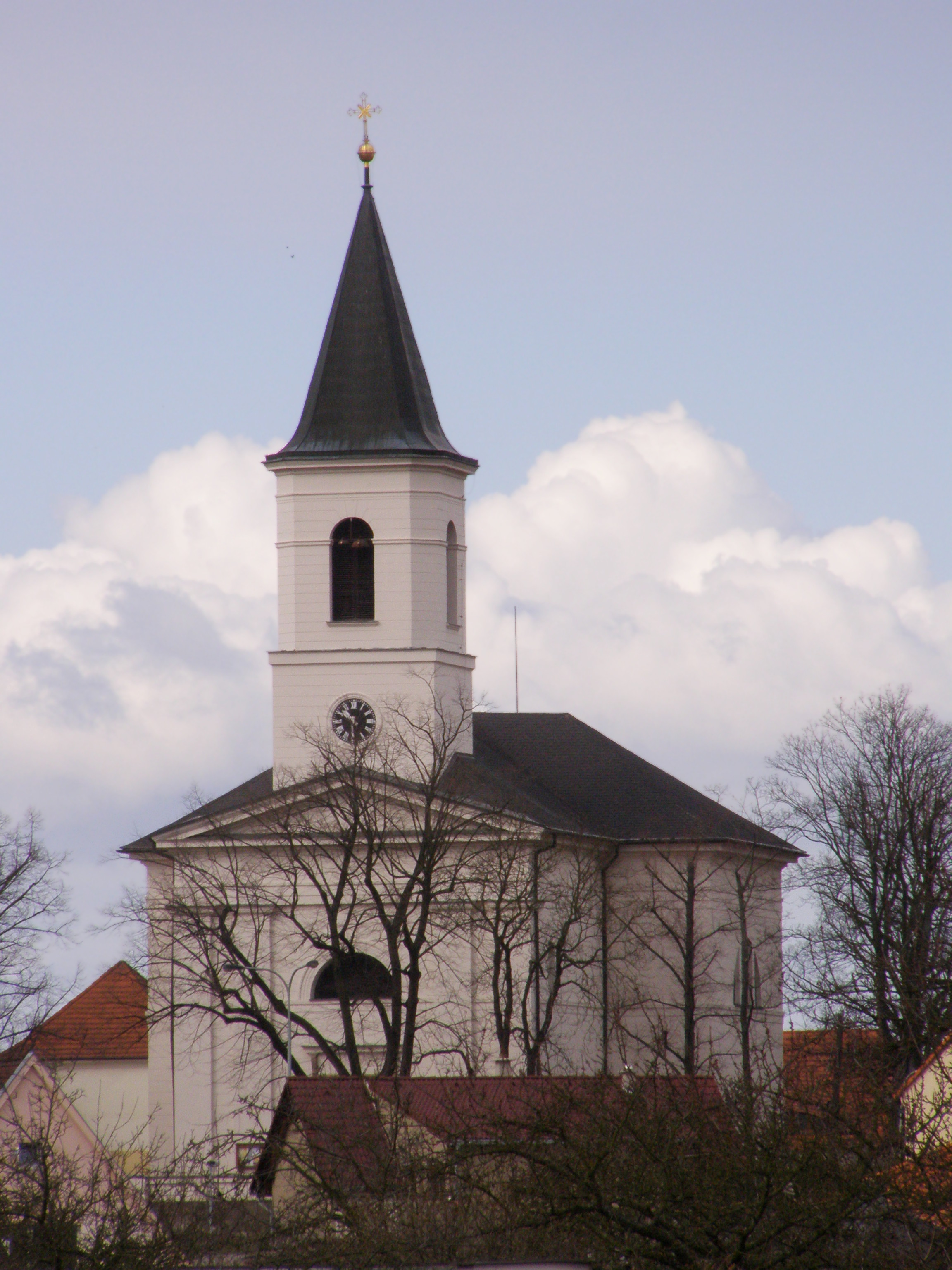
Libocký kostel svatého Fabiána a Šebestiána
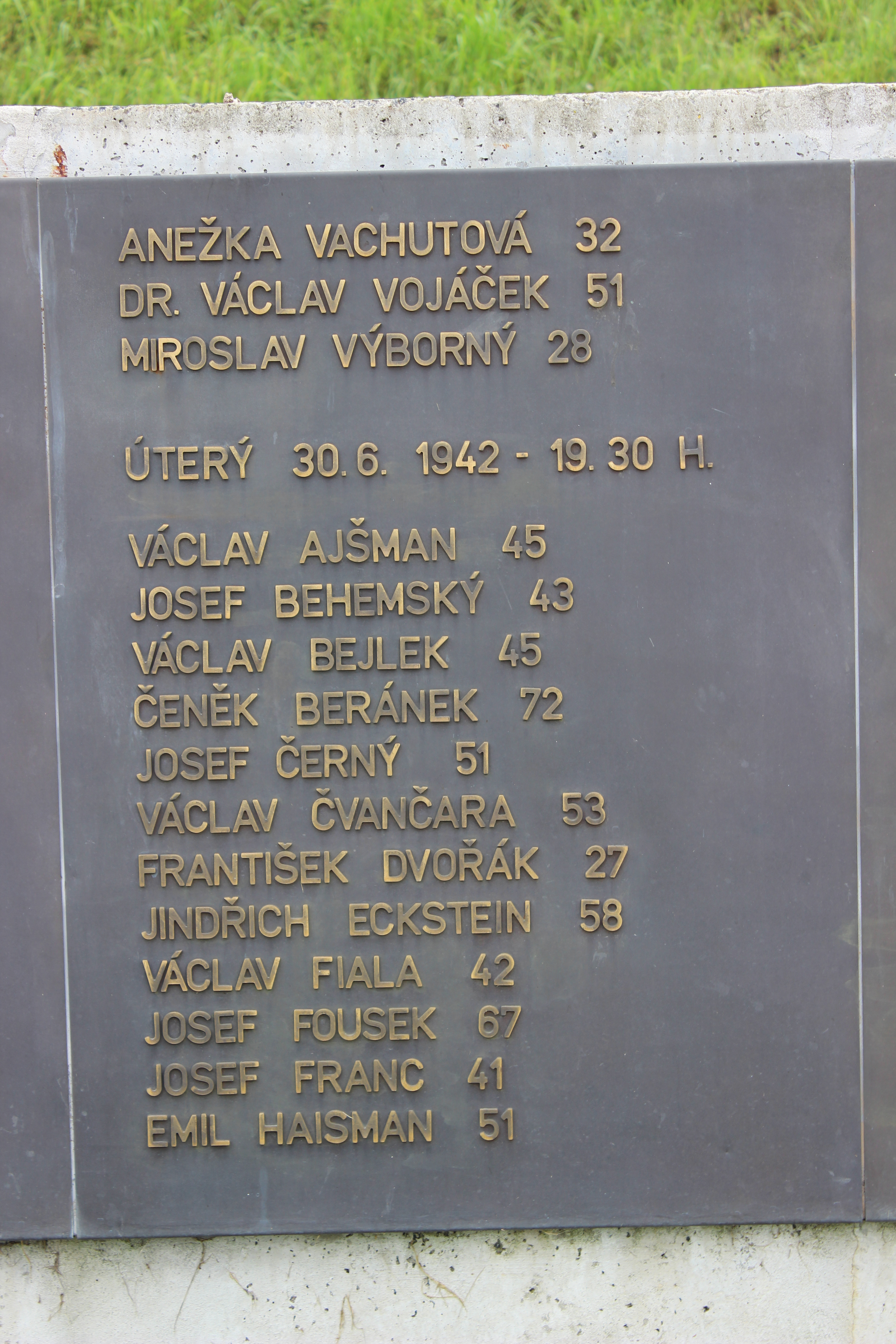
Pamětní deska na Kobyliské střelnici v Praze

- Václav Ajšman je uveden i v popravním protokolu ze dne 30. června 1942 a vzpomenulo se na něj i při tryzně konané v roce 1947:

Seznamy popravených v Praze na Kobyliské střelnici dne 30. června 1942
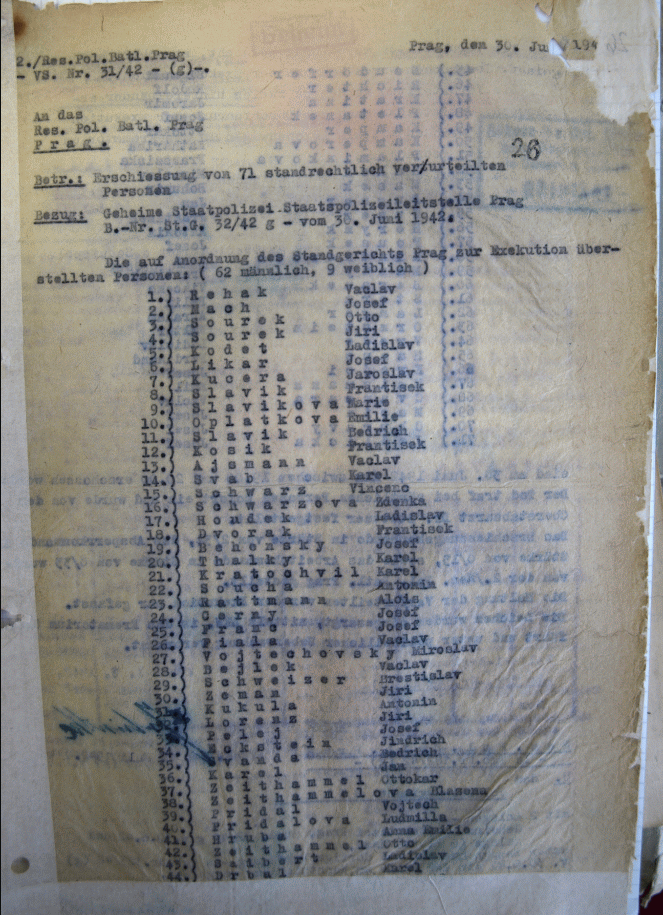
Popravní protokol z 30. června 1942 (1. strana, německý originál)
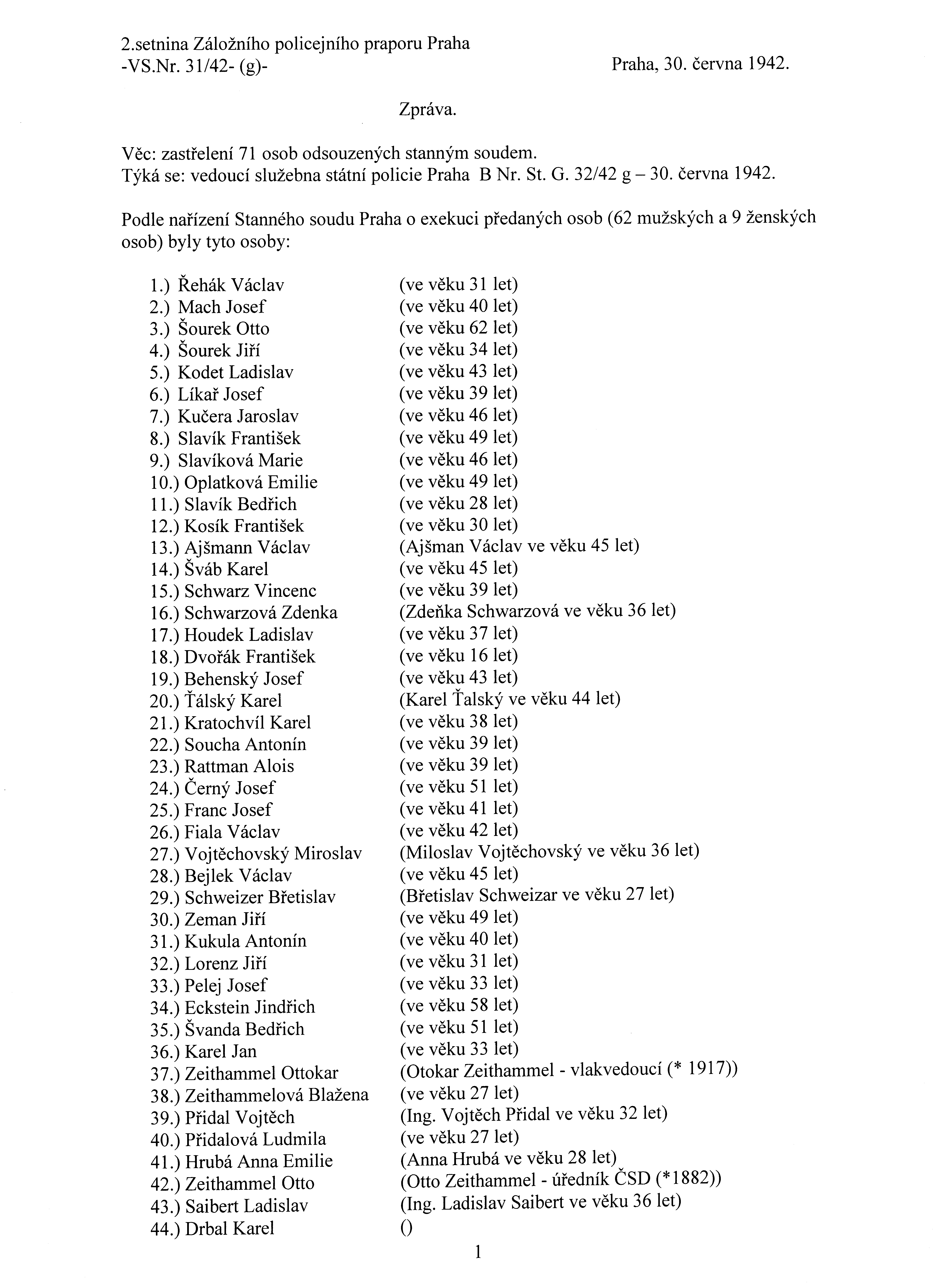
Popravní protokol z 30. června 1942 (1. strana, překlad do češtiny)
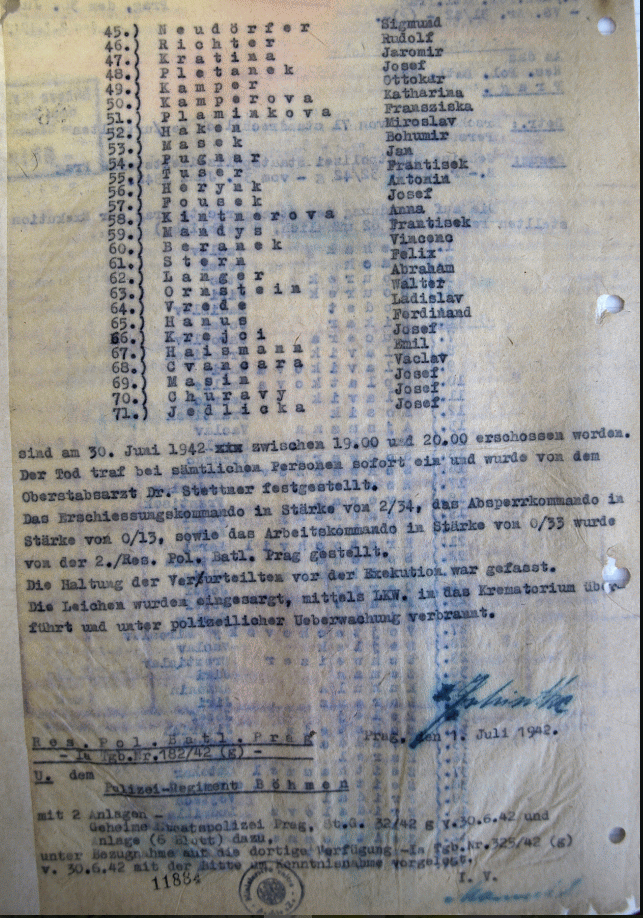
Popravní protokol z 30. června 1942 (2. strana, německý originál)
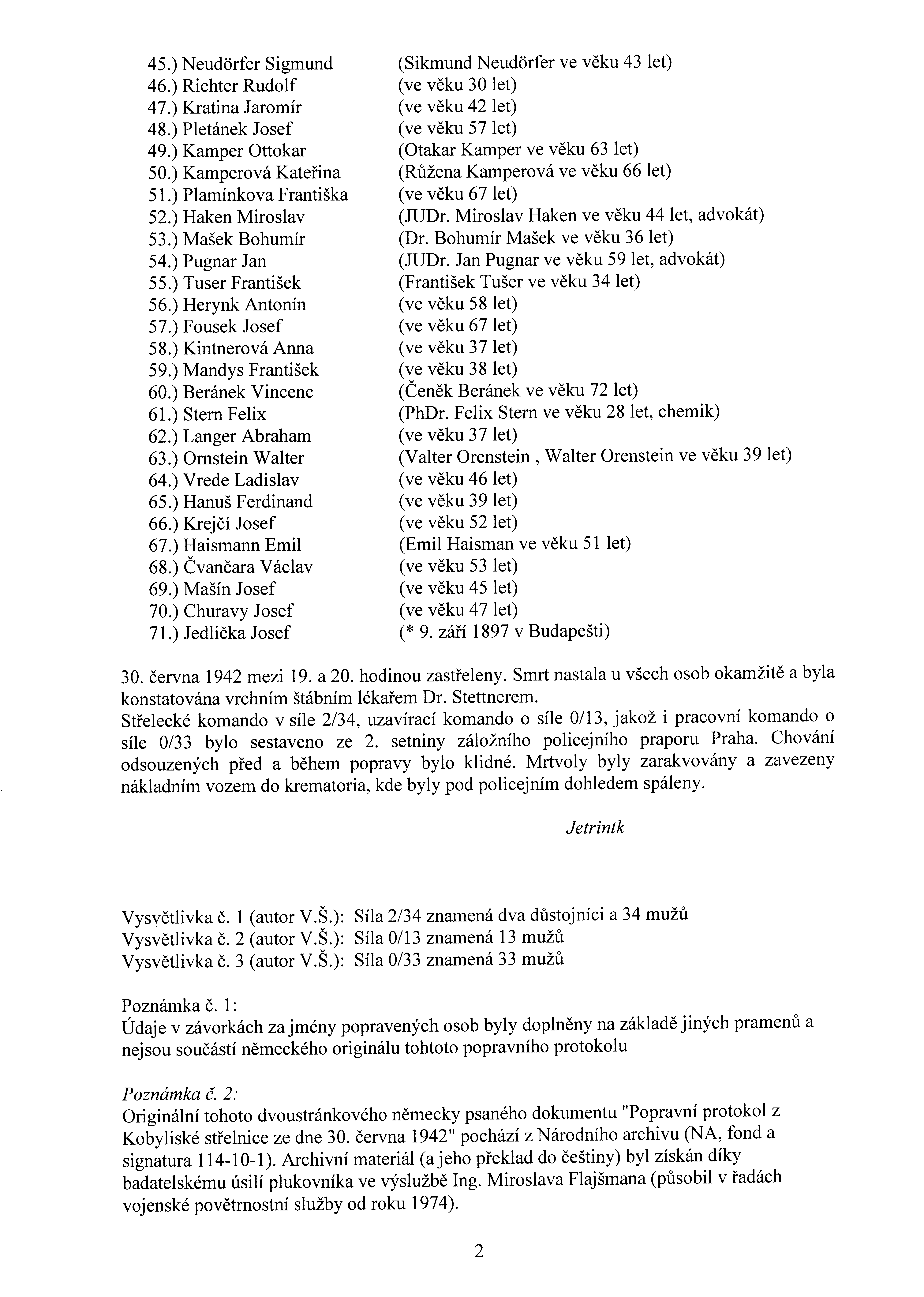
Popravní protokol z 30. června 1942 (2. strana, překlad do češtiny)
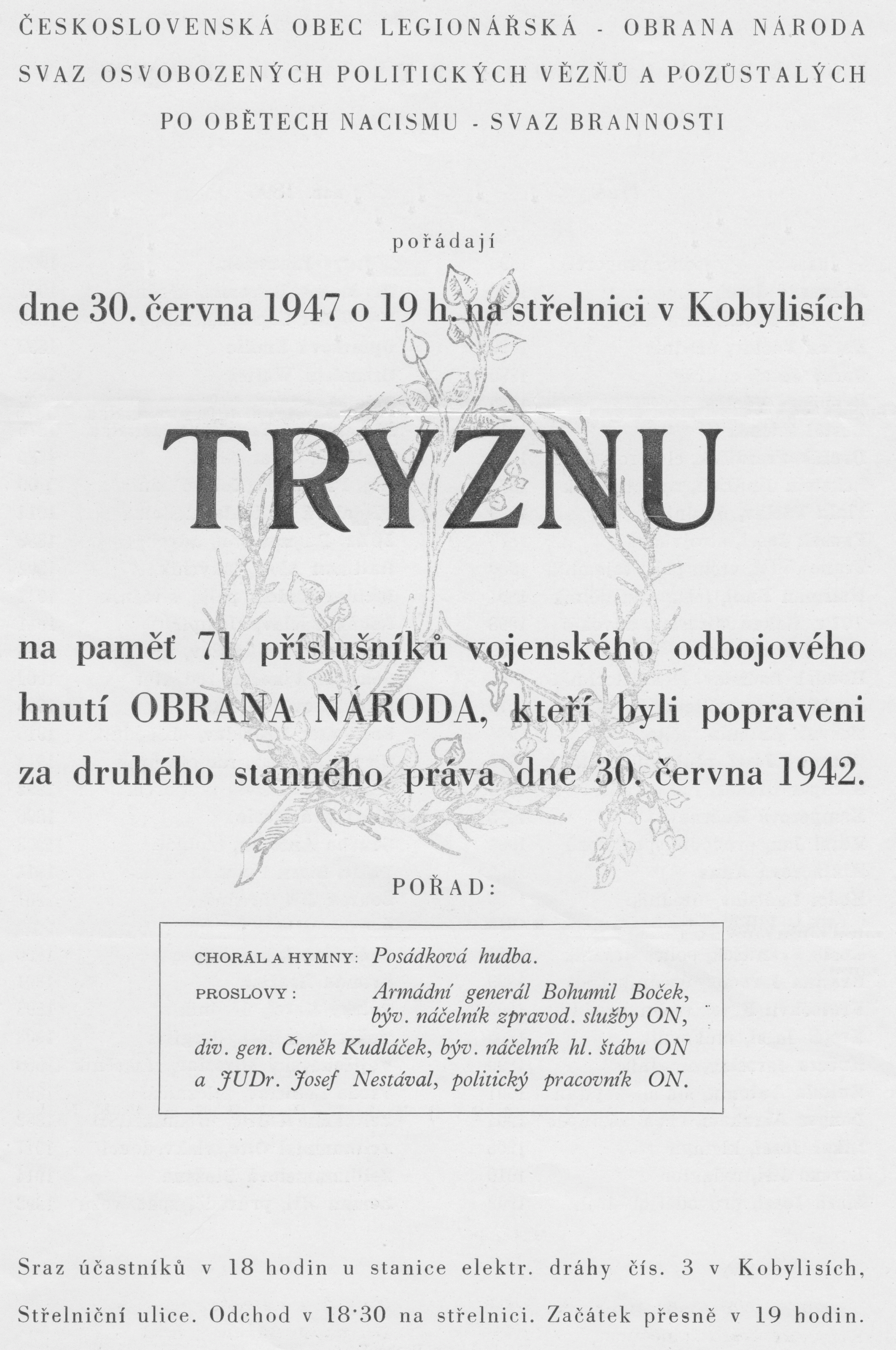
Tryzna (30. června 1947), titulní strana dokumentu
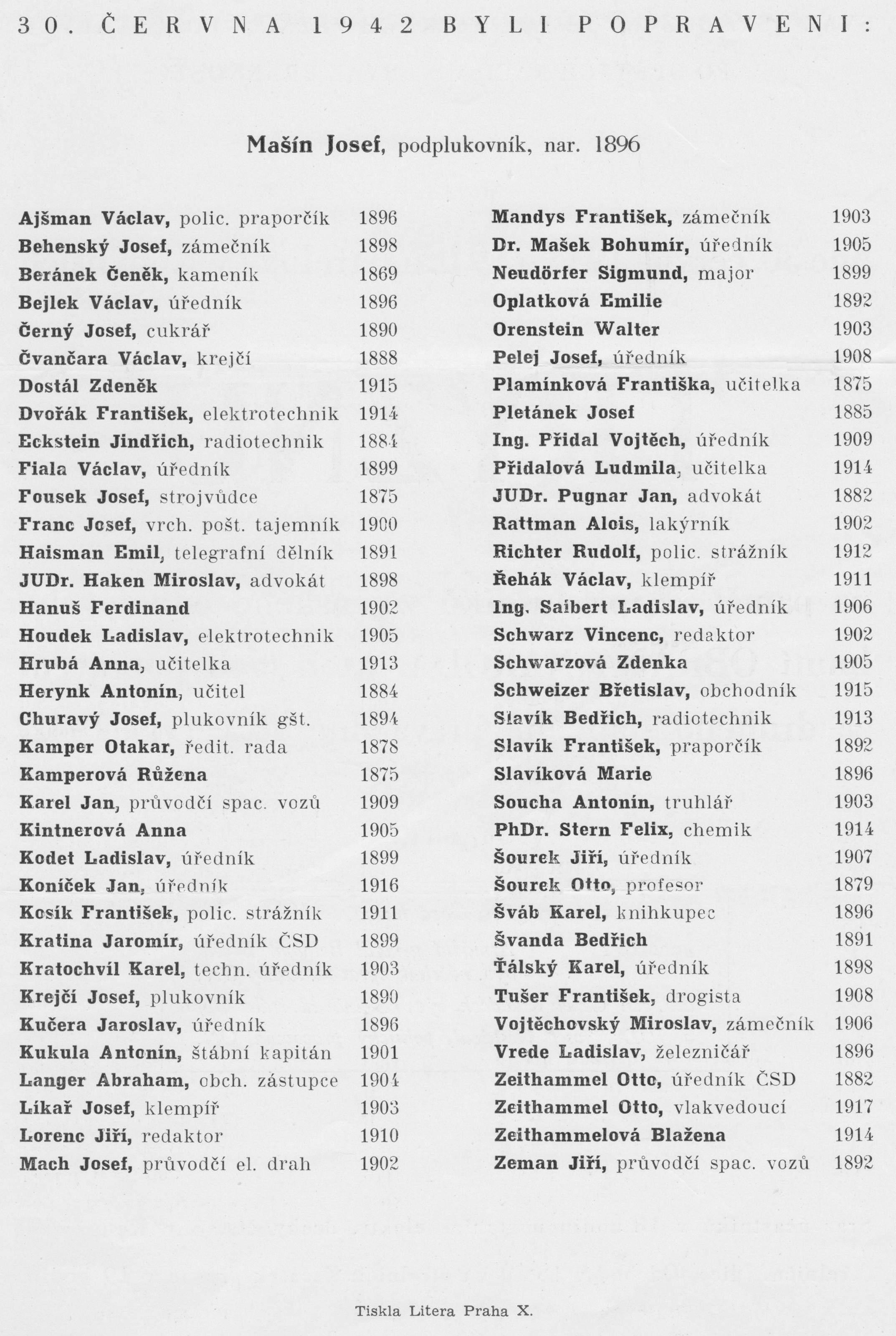
Tryzna (30. června 1947), Seznam popravených